# بلیت

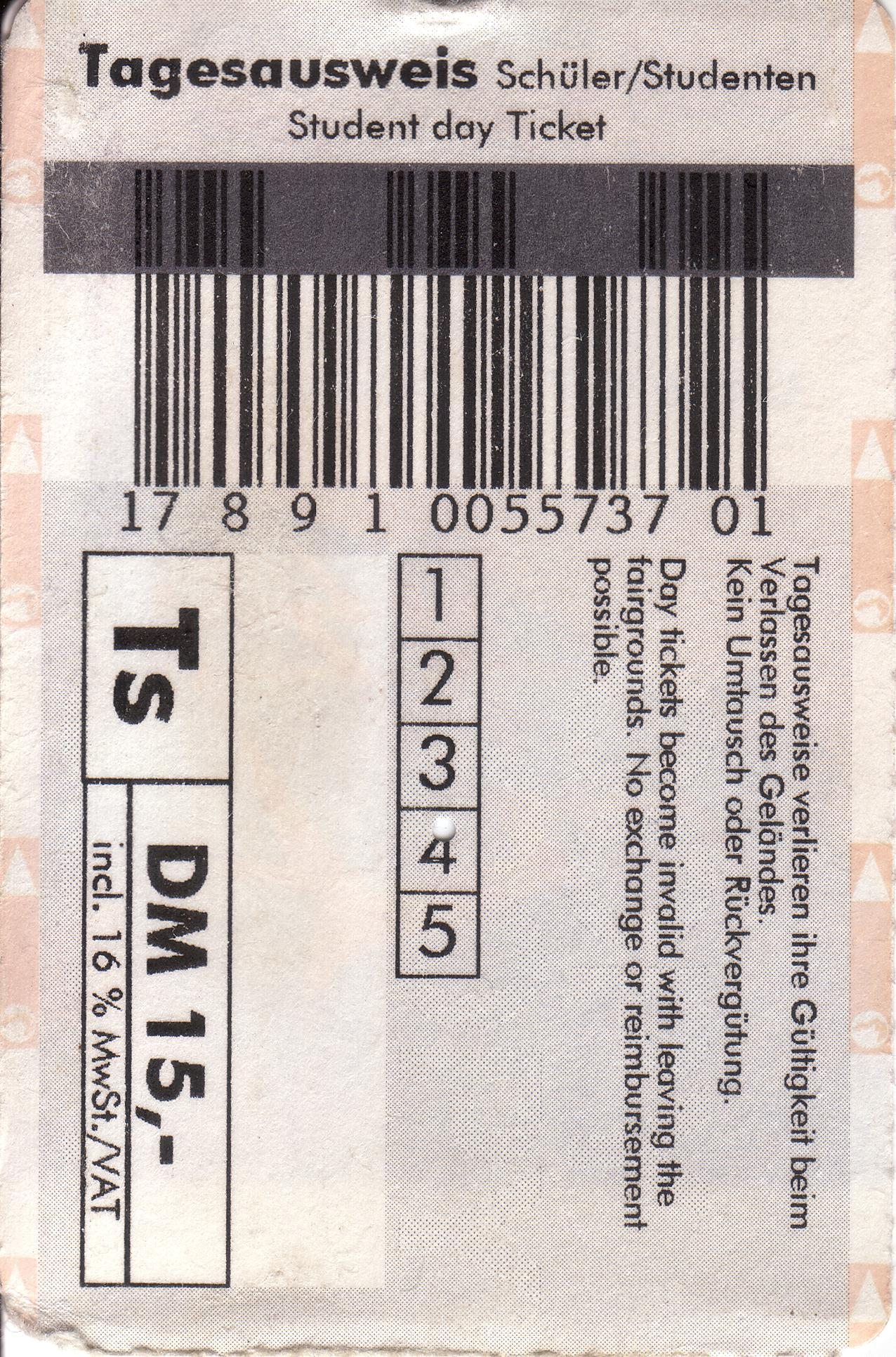
یک بلیت سبیت ۱۹۹۸ با بارکد

بِلیت یا در نگارش قدیمی و منسوخ به‌صورت بلیط (تلفظ املایی و چشمی از فرانسوی: billet‎) مدرکی است که نشان‌دهنده مجوز فرد برای ورود به یک مکان یا رویداد است. این مکان می‌تواند یک باغ وحش، سالن تئاتر، سینما یا موزه باشد و رویداد می‌تواند یک مسابقهٔ ورزشی یا یک کنسرت باشد. بلیت در عین حال برای سوار شدن به هواپیما، قطار یا اتوبوس و … استفاده می‌شود. بلیت ممکن است رایگان باشد و در این صورت نشان دهندهٔ رزرو شدن مکانی برای فرد است.

## ریشه‌شناسی
واژهٔ billet به معنی تکه کاغذی است که بر روی آن مشخصاتی چاپ شده حاکی از بها و تاریخ و محل استفادهٔ آن؛ این واژه امروزه به‌طور گسترده در زبان‌های گوناگون استفاده می‌گردد. در زبان پارسی باستان به آن پته می‌گفتند.